# Escuelas verdes

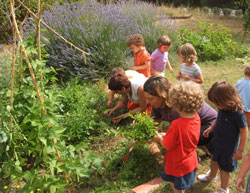
Escuelas verdes: Educación en valores a nivel de la comunidad.

Las escuelas verdes son centros educativos acogidos a la Agenda 21, es decir, a la reorientación de la educación hacia el desarrollo sostenible; propone, en este sentido, que se ayude a las escuelas a diseñar planes de trabajo relacionados con el medio ambiente bien integrados en sus planes de estudio. Es en este marco donde situamos el Programa Escuelas Verdes de la Generalidad de Cataluña.
De este programa, destaca un doble objetivo:
- Ayudar a los centros en su ambientalización, es decir, a incorporar la dimensión ambiental tanto en su gestión como en su currículum.
- Identificar, dentro del conjunto del país, los centros comprometidos en la propia mejora ambiental y, por tanto, en la de su entorno.

Para iniciar este proceso de ambientalización, el primer paso que da el centro es redactar su Plan de cohesión ambiental (o Agenda 21 de centro), donde se definen los rasgos y los objetivos ambientales del centro. Estos objetivos se llevarán a cabo, a lo largo de los diferentes cursos escolares, mediante los programas de acción, los cuales recogen las actuaciones concretas de mejora ambiental que el centro se compromete a realizar durante un período de dos cursos escolares.
Pero, considerando que los centros no deben ser una realidad aislada y diferente de su entorno, este programa pretende también promover la participación del centro en proyectos locales de mejora ambiental. Por tanto, estos centros pueden convertirse en uno de los motores del programa de sostenibilidad a escala local, de la Agenda 21 de su municipio. Para ello, se promueve que se incluyan actuaciones de mejora ambiental local en sus programas de acción.

## Proceso

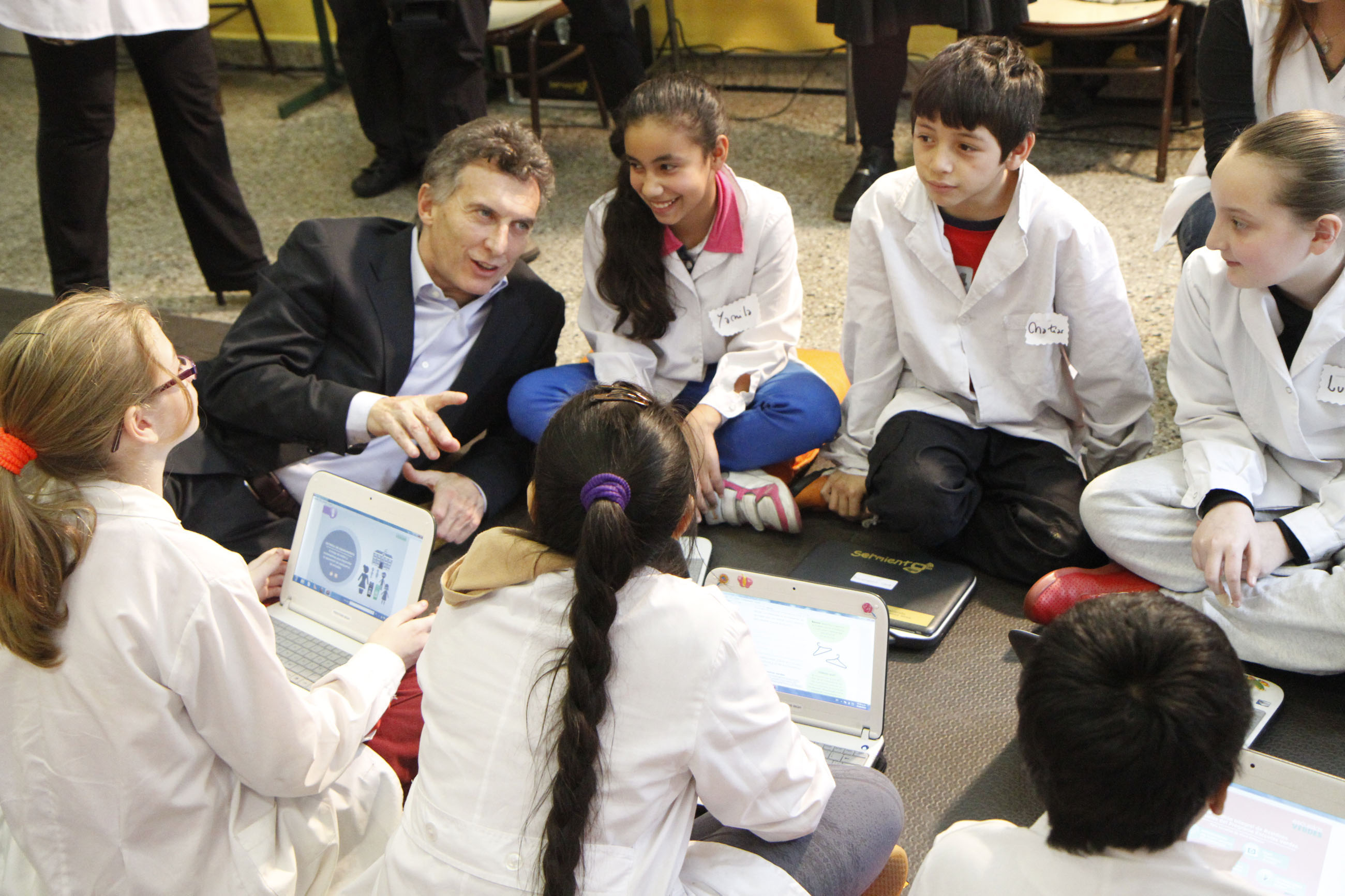
Mauricio Macri, jefe del Gobierno porteño, visitando el 15 de agosto de 2012 la escuela verde República de Chile, ubicada en el barrio de La Boca, donde los alumnos desarrollan tareas activas en favor del medioambiente.

El primer paso que debe hacer el centro es realizar su diagnóstico ambiental, que permitirá conocer su punto de partida en este proceso de ambientalización. A continuación, el centro debe redactar su plan de cohesión ambiental, documento que define las características ambientales del centro y donde deben quedar especificadas las diferentes líneas de actuación que el centro tendrá que ir desarrollando.
A partir de este plan, el centro concretará los programas de acción a desarrollar a lo largo de los diferentes cursos escolares para ir materializando los objetivos que el centro ha marcado. El primer Programa de Acción que el centro redacta tiene una duración de aplicación de un curso. La valoración favorable del trabajo realizado por el centro conduce al otorgamiento del distintivo de escuela verde. Este distintivo tiene una vigencia de 2 años.
A principios de curso, el centro aprueba un nuevo programa de acción con las actuaciones que quiere llevar a cabo durante los dos cursos escolares siguientes.
Si se valora positivamente la aplicación de este Programa de Acción, el centro renueva su Distintivo y la secuencia se repite. Por tanto, para consolidar este distintivo, es necesario que el centro haga un trabajo progresivo en la consecución de los objetivos planteados en su plan de cohesión ambiental.